# Joseph Coleman
Joseph Coleman (* 1749; † 1819) war ein britischer Seemann und von 1787 bis 1789 der Büchsenmacher des durch die Meuterei bekannt gewordenen Segelschiffs Bounty.

## Leben

### Herkunft und frühe Jahre
Coleman stammte aus der Grafschaft Surrey, aus der ländlichen Gegend östlich von Guildford. Getauft wurde er am 4. Juni 1749 in St John the Baptist von Okewood, gelegen zwischen Guildford und Horsham (West Sussex), als Sohn von Elizabeth und Richard Coleman. Nachdem er verstorben war, wurde er am 19. September 1819 auf dem Friedhof von St James zu Shere, gelegen zwischen Guildford und Dorking, bestattet.
Seine seemännische Laufbahn begann er als Teilnehmer der dritten Pazifikexpedition des Kapitäns James Cook von 1776 bis 1780. Er heuerte als Vollmatrose (Able Seaman) auf der HMS Discovery an, wurde aber schon bald zu deren Rudergänger (Quartermaster) befördert. In deren Musterrolle wurde er aus Dorking stammend und irrig mit dem Namen Jas. Coleman verzeichnet, doch wird seine Teilnahme an dieser Fahrt später von James Morrison bestätigt.

### Auf der Bounty

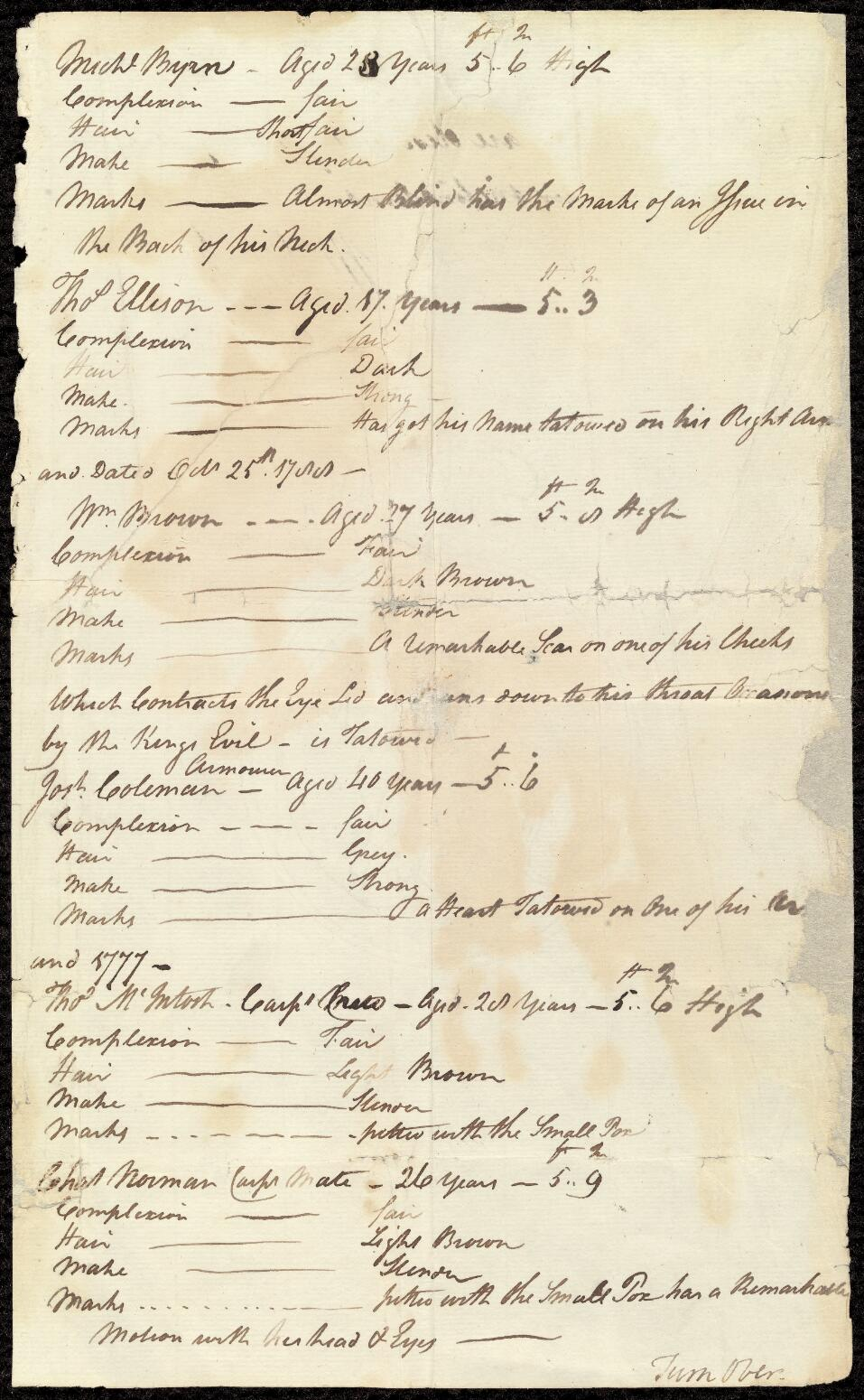
Zwei Seiten aus Blighs persönlichem Notizbuch mit seiner Beschreibung von Michael Byrne, Thomas Ellison, William Brown, Joseph Coleman, Thomas McIntosh und Charles Norman.

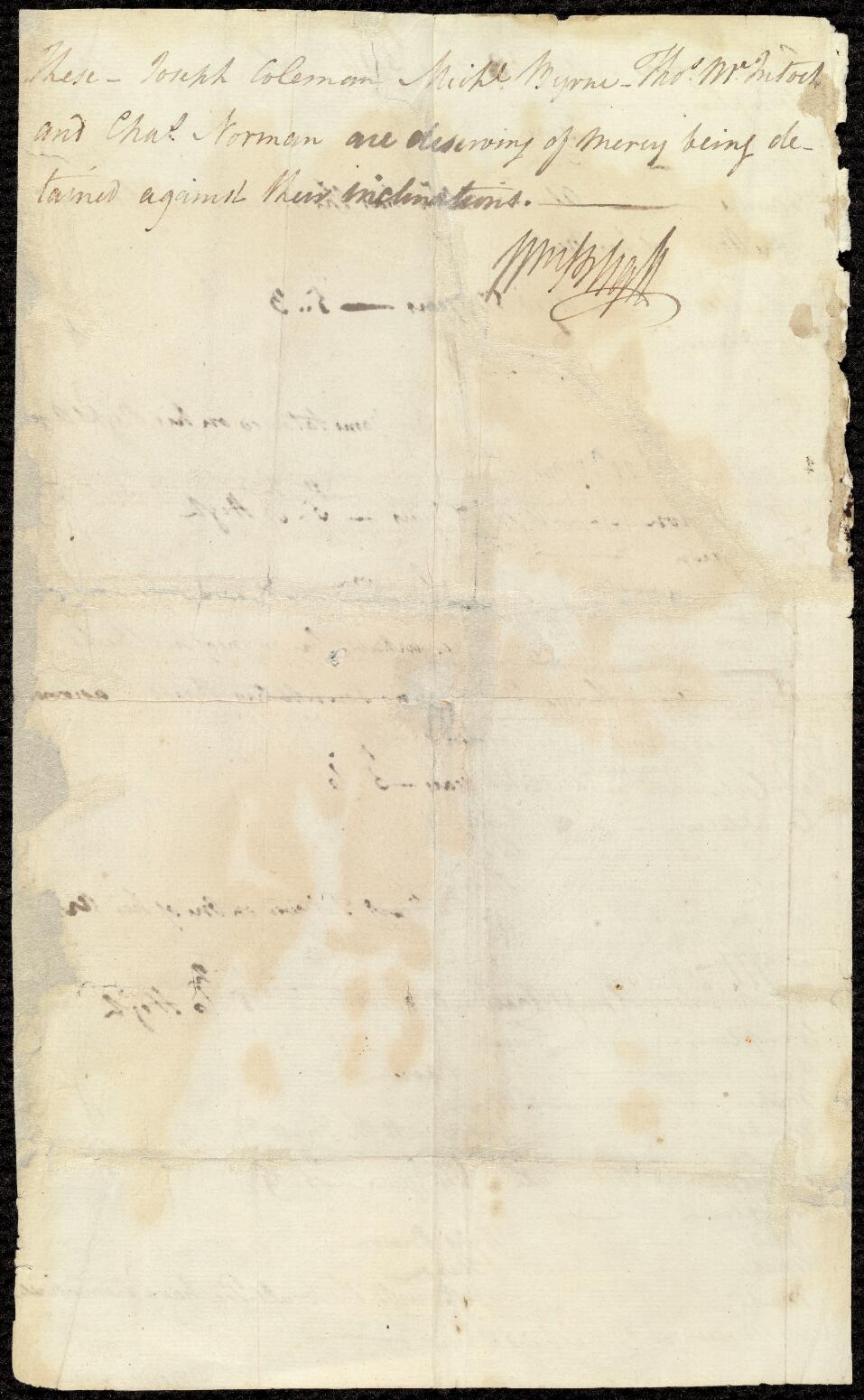
„These Joseph Coleman Michl. Byrne Thos. McIntosh and Chas. Norman are deserving of mercy being detained against their inclination. Wm. Bligh“. National Library of Australia.

Am 31. August 1787 schrieb sich Coleman in Deptford als Büchsenmacher (Armourer) im Alter von 36 Jahren und aus Guildford in Surrey stammend in die Musterungsrolle der HMS Bounty unter Lt. William Bligh ein. Ihre Mission, die Brotfrucht von Tahiti nach Jamaika zu transportieren, begann am 23. Dezember 1787.
Bis unmittelbar zur Meuterei tritt Coleman in den überlieferten Aufzeichnungen, Erzählungen und Aussagen zu dieser Fahrt namentlich nur selten in Erscheinung. Seine Funktion an Bord entsprach seine eigentliche Berufsbezeichnung erweiternd dem eines Schmiedes, der nicht nur für die Wartung der mitgeführten Langwaffen zuständig war, sondern für Metallarbeiten jeglicher Art, mit der er Zimmermann William Purcell bei Reparaturen am Schiff unterstützte. Während der Ankerzeit in der False Bay im Mai/Juni 1788 fertigte er Scharniere für neue Decksluken an, die zuvor bei Kap Horn im Sturm weggespült wurden. Hier hatte er die Gelegenheit einen Brief an den Pfarrer von Tunbridge Wells in Kent zu adressieren, den er darin die Bedeutung ihrer Mission für die Nahrungsmittelversorgung der Sklaven auf den Westindischen Inseln erläuterte und über den bisherigen Verlauf der Reise informierte. Auf Tahiti reparierte er auf Wunsch von Bligh für die Einheimischen nützliche Utensilien zur landwirtschaftlichen Nutzung, wie einen Pflug, Spaten und andere Gerätschaften. Mit dem Matrosen John Williams hatte er dafür einen Gehilfen zur Seite gestellt bekommen.
Wo sich Coleman zu Beginn der Meuterei in den Morgenstunden des 28. April 1789 aufhielt ist nicht bekannt. Nach Aufforderung des Bootsmannes William Cole beteiligte er sich an der Abfierung der Barkasse. Er hatte bereits ein Bündel mit persönlichen Gegenständen in sie geworfen, um mit den anderen loyal gebliebenen Seemännern in sie umzusteigen, als der Anführer der Meuterer Fletcher Christian anordnete, ihn und die Zimmermannsgehilfen Charles Norman und Thomas McIntosh an Bord der Bounty festzuhalten, da auch die Meuterer fachkompetentes Personal für die Instandhaltung des Schiffs benötigten. Die drei Männer wurden damit in eine gefährliche Lage versetzt, konnte nach geltendem Seekriegsrecht das Verlassen der Seite des rechtmäßigen Kommandanten als Desertierung und Solidarisierung mit den Meuterern ausgelegt werden, worauf die Todesstrafe stand. Wie der ebenfalls zum Verbleib an Bord gezwungene halbblinde Violinist Michael Byrne, bekundeten sie deshalb über die Reling herab Bligh ihre Loyalität, mit der drängenden Bitte, diese schriftlich zu dokumentieren und der Gerichtsbarkeit der Admiralität mitzuteilen, sollte es ihm gelingen nach England zurückkehren. Coleman bat dem Bootsmann dabei den Freund Mr. Green in Greenwich über seinen Verbleib zu benachrichtigen.
Zu allen an Bord verbliebenen fünfundzwanzig Seemännern erstellte Bligh Personenbeschreibungen, für ihre steckbriefliche Fahndung als Meuterer. Davon auszunehmen seien jene vier Männer, die ihm ihre Loyalität mitgeteilt haben. Darunter: Josh. Coleman, 40 Jahre alt, Büchsenmacher, 5 Fuß und 6 Zoll hoch, heller Teint, graues Haar, kräftig gebaut. Auf einem seiner Arme ist ein Kopf tätowiert.

### Auf Tahiti
Während des gescheiterten Siedlungsversuchs der Meuterer auf Tubuai kümmerte sich Coleman weiterhin um die Herstellung und Reparatur landwirtschaftlicher Gerätschaften zur Anlage einer Plantage für die Selbstversorgung.
Bei der letzten Rückkehr der Bounty nach Tahiti am 22. September 1789 war Coleman einer der sechzehn Männer, die hier zurückgeblieben sind, als das Schiff noch am Abend desselben Tages wieder in See gegangen ist. Bei seinem erneuten Aufenthalt auf dieser Insel drei Jahre später wollte Bligh von Einheimischen dazu erfahren haben, dass Christian und seine Mitstreiter an jenem Abend eine Entführung von Coleman beabsichtigt hätten, da er aufgrund seiner beruflichen Kompetenz als Schmied wertvoll für sie gewesen sei. So habe sich der Büchsenmacher an Bord aufgehalten, als Christian das Ankertau kappte und das Schiff auf die offene See steuerte. Doch habe Coleman die unerwartete Fahrtaufnahme rechtzeitig bemerkt, sei über Bord gesprungen und an die Küste zurückgeschwommen. Diese Erzählung nutzte Bligh zur Veranschaulichung der Loyalität eines altgedienten Seemannes zu ihm, der sich von den Meuterern und ihres Anführers nicht korrumpieren ließ. Der damals anwesende James Morrison wusste dagegen nichts von so einer Begebenheit, wie auch von Coleman selbst dazu kein Kommentar überliefert ist. Die Tahitianerin Teehuteatuaenoa, die an jenem Abend tatsächlich an Bord der Bounty war, erzählte eine ähnliche Begebenheit. Nur ist in ihrer Erzählung die Person, die über die Reling sprang und an das Ufer zurückschwamm, eine der einheimischen Frauen und keiner der britischen Seemänner.
Auf Tahiti fand Coleman gastfreundliche Aufnahme bei einem einheimischen Freund und bewohnte zusammen mit Matthew Thompson eine Hütte auf Pointe Vénus. An dem von James Morrison angestoßenen Bau eines Schoners beteiligte er sich zunächst nicht. Im Februar 1790 lag er erkrankt danieder. Dabei wurde er von Thompson bestohlen, der darauf zu Charles Churchill auf die kleinere der beiden Halbinseln zog. Nach seiner Genesung beteiligte sich Coleman ab dem Mai dann doch am Bau des Schoners, für den er Nägel zu seiner Beplankung und zwei Nadeln für die Näharbeit an den Segeln herstellte. Im September unterstützte er den Kampf der Häuptlinge der Matavai-Bucht gegen ihre Rivalen aus dem Süden der Insel und wurde dabei verwundet. Als im Dezember der Schoner nahezu fertig gestellt war, distanzierte er sich von dem Projekt und erklärte dazu, nicht mit an der beabsichtigten Fahrt nach Niederländisch-Indien teilnehmen zu wollen. So verabschiedete er Morrison und die Anderen, als sie am 14. März 1791 in See stachen.

### Auf der Pandora
Als am 23. März 1791 die HMS Pandora in die Matavai-Bucht einfuhr, war Coleman der erste, der ein Kanu bestieg und ihr entgegenfuhr. Kapitän Edward Edwards bestätigte später, dass Coleman eine Schiffleiter hinaufsteigend das Deck betrat, noch bevor das Schiff den Anker geworfen hatte. Obwohl er so seine freiwillige Aufgabe anzeigte und sich als Informant zum Aufenthalt der anderen Kameraden kooperativ verhielt, wurde er zu seiner Überraschung als Meuterer behandelt und in Ketten gelegt. Wie auch die nachfolgend ergriffenen Kameraden, wurde er in die an Deck aufgebaute Käfigvorrichtung eingesperrt, die „Pandoa’s Box“ genannt wurde.
Als die Pandora am 29. August auf das Great Barrier Reef am Eingang der Torres-Straße auflief und Leck schlug, wurden Coleman, McIntosh und Norman von ihren Ketten gelöst, um an den Pumpen zu helfen. Als das Schiff nicht mehr zu retten war, konnten sie sich mit sieben Kameraden auf eine nahe Sandbank retten. Nachdem die Schiffbrüchigen auf vier Beibooten am 16. September 1791 Kupang erreicht hatten, erhielten Coleman, McIntosh und Norman erleichterte Haftbedingungen, wohl auch weil Edwards hier Rücksicht auf die niederländischen Behörden nehmen musste, die den von Bligh erstellten Steckbrief kannten, nach dem sie nicht als Meuterer anzusehen sind. So konnten die drei auf der Weiterfahrt auf einem niederländischen Schiff über Batavia bis zur Tafelbucht sich frei an Deck bewegen. Erst nachdem sie hier am 18. März 1792 auf die HMS Gorgon überstellt wurden, wurden sie an je einem Bein wieder in Ketten gelegt. Am 19. Juni kehrten die zehn überlebenden Bounty-Seemänner wieder den Spithead vor Portsmouth zurück.

### Freispruch
In dem am 12. September 1792 einberufenen Kriegsgericht wurden Coleman, McIntosh, Norman und Byrne formell ebenfalls des Desertierens und der Meuterei angeklagt, doch wurden sie eher wie zusätzliche Zeugen behandelt und das Augenmerk des Gerichts lag auch nicht auf ihnen. Coleman legte weder mündlich noch schriftlich eine Erklärung vor, weshalb von ihm auch kein Augenzeugenbericht zur Meuterei existiert. Am 15. September befragte er lediglich Bootsmann Cole im Zeugenstand, der in drei Antworten nur die bereits von Bligh abgegebene Versicherung bestätigte, wonach er nicht zu den Meuterern gehörte, unbewaffnet war und gegen seinen Willen zum Verbleib auf der Bounty gezwungen wurde. Im abschließenden Urteil wurden die vier Seemänner am 18. September 1792 freigesprochen.

### Späte Jahre
Im Jahr 1794 hatte Coleman seine Adresse im Marinehospital für pensionierte Veteranen in Greenwich, wo er zusammen mit Byrne und Lawrence Lebogue dem Anwalt Edward Christian Auskunft für dessen Anhang zu den Gerichtsprotokollen gab. Doch in einer eidesstattlichen Versicherung vom 31. Juli 1794, abgelegt auf einem Amt in der Great Marlborough Street (Soho), widerrief er zugunsten eines Antwortschreibens von Bligh einige der getätigten Aussagen, die von Christian falsch zitiert worden seien.
Vermutlich war Coleman einer der loyalsten Untergebenen von Bligh, unter dessen Kommando er noch auf den Schiffen HMS Calcutta und HMS Director diente, bevor er sich 1796 in den Ruhestand zurückzog.

## Erlebnisberichte
- Bligh, William, A voyage to the South sea, undertaken by command of His Majesty, for the purpose of conveying the bread-fruit tree to the West Indies, in His Majesty’s ship the Bounty, commanded by Lieutenant William Bligh. London 1792.
- Morrison, James, Mutiny and Aftermath: James Morrison’s Account of the Mutiny on the Bounty and the Island of Tahiti. Hrsg. von Vanessa Smith, Nicholas Thomas. University of Hawaiʻi Press 2013.

## Weblink
- whalesite.org

| Personendaten    | Personendaten        |
| ---------------- | -------------------- |
| NAME             | Coleman, Joseph      |
| KURZBESCHREIBUNG | britischer Seemann   |
| GEBURTSDATUM     | getauft 4. Juni 1749 |
| STERBEDATUM      | 1819                 |